# 의정부지방법원
의정부지방법원(議政府地方法院)은 경기도 북부 지역과 강원특별자치도 철원군을 관할하는 대한민국의 지방법원이다. 사법 관료화 폐해를 막을 목적으로 지방법원에서 법원장을 추천하는 제도의 시범 법원으로 대구지방법원과 함께 선정되어 법원에서 사법연수원 29기인 신진화 부장판사를 단수 추천했지만 각 지역 법관 3명이 추천된 대구지방법원과 달리 받아들여지지 않았지만 고등법원이 임명되는 관행을 깨고 지방법원 판사가 임명되었다.

## 연혁
- 1895년 5월 10일 개성재판소 설치
- 1909년 11월 1일 경성재판소 개성구 재판소로 개칭
- 1912년 4월 1일 경성지방법원 개성지청으로 개칭
- 1916년 5월 4일 등기, 공증사무 취급하는 경성지방법원 의정부출장소 설치
- 1947년 1월 1일 서울지방심리원 의정부등기소로 개칭
- 1949년 9월 26일 서울지방법원 의정부등기소로 개칭
- 1953년 7월 27일 파주군 이동면 금촌리로 서울지방법원 개성지원 이전
- 1954년 10월 21일 서울지방법원 철원지원 설치
- 1962년 9월 1일 서울지방법원 의정부지원 신설
- 1963년 1월 1일 의정부읍에서 의정부시로 승격
- 1963년 7월 1일 서울민사지방법원 서울형사지방법원 의정부지원으로 개칭
- 1963년 12월 13일 합의부 지원으로 승격
- 1973년 9월 1일 파주 순회심판소 설치
- 1975년 1월 4일 포천 순회심판소 설치
- 1976년 1월 1일 서울민사지방법원 서울형사지방법원 서울가정법원 의정부지원으로 개칭
- 1979년 9월 1일 가평군, 양주군 일부에 대해 관할구역 추가
- 1981년 2월 1일 고양군 관할구역 추가
- 1983년 11월 5일 현재 위치로 청사 이전
- 1984년 11월 12일 남양주 순회심판소 설치
- 1985년 5월 10일 개성재판소 설치
- 1986년 5월 1일 민형과, 등기과 신설
- 1986년 10월 1일 연천 순회심판소, 철원 순회심판소 설치
- 1987년 10월 1일 고양 순회심판소 설치
- 1988년 10월 1일 동두천 순회심판소 설치
- 1990년 1월 13일 사무국 설치하여 총무과 신설, 민형과를 민사과와 형사과 분리
- 1992년 12월 17일 제1신관 증축
- 1995년 3월 1일 서울지방법원 서울가정법원 의정부지원으로 개칭
- 1995년 3월 1일 파주, 포천, 가평, 남양주, 연천, 철원, 고양, 동두천 등기소의 기관 소속변경
- 1995년 9월 1일 파주, 포천, 가평, 남양주, 연천, 철원, 고양, 동두천시군법원 개원
- 1995년 12월 17일 사무국 민사신청과 신설
- 1996년 7월 1일 포천군법원 상주법원으로 승격
- 1996년 9월 1일 동두천시법원. 파주시법원 상주법원으로 승격
- 1997년 9월 29일 일산 등기소 개소
- 1997년 11월 15일 제2신관 신축
- 1998년 1월 12일 구리 등기소 개소
- 1999년 9월 8일 포천군법원, 등기소 신축
- 1999년 11월 9일 철원군법원, 등기소 신축
- 2002년 8월 22일 연천군법원, 등기소 신축
- 2003년 3월 1일 항소, 항고사건을 심판하는 서울지방법원 의정부지원 합의부 설치, 관할구역 변경: 고양시, 파주시->고양지원
- 2004년 2월 1일 서울지방법원 고양지원의 관할을 의정부지방법원 고양지원 관할로 변경
- 2009년 10월 12일 사무국 등기과 폐지, 의정부등기과 신설
- 2009년 12월 17일 사무국 종합민원실 신설
- 2016년 1월 1일 사무국 민사합의과. 민사단독과 신설
- 2022년 3월 1일 남양주시법원 남양주지원으로 승격(관할지역 : 남양주, 가평, 구리)

## 조직

### 소재지
- 본원: 경기도 의정부시 녹양로34번길 23 - 양주시에는 법원이 없다.
  - 포천시법원: 경기도 포천시 중앙로 27
  - 동두천시법원: 경기도 동두천시 지행로 97
  - 철원군법원: 강원특별자치도 철원군 갈말읍 삼부연로 59
  - 연천군법원: 경기도 연천군 연천읍 연천로 376
- 고양지원: 경기도 고양시 일산동구 장백로 209
  - 파주시법원: 경기도 파주시 금정로 57
- 남양주지원: 경기도 남양주시 다산중앙로82번안길 149
  - 가평군법원: 경기도 가평군 가평읍 가화로 18

### 관할 등기소
[본원]
- 의정부등기소
- 포천등기소
- 동두천등기소
- 철원등기소
- 연천등기소

[고양지원]
- 고양등기소
- 파주등기소

[남양주지원]
- 등기과
- 가평등기소

## 역대 법원장
| 순번 | 이름   | 재임 기간                         |
| ---- | ------ | --------------------------------- |
| 1대  | 곽동효 | 2004년 2월 11일 ~ 2005년 2월 13일 |
| 2대  | 양동관 | 2005년 2월 14일 ~ 2005년 11월 3일 |
| 3대  | 이태운 | 2005년 11월 4일 ~ 2006년 8월 23일 |
| 4대  | 김용균 | 2006년 8월 24일 ~ 2008년 2월 12일 |
| 5대  | 최은수 | 2008년 2월 13일 ~ 2009년 2월 8일  |
| 6대  | 김대휘 | 2009년 2월 9일 ~ 2010년 2월 10일  |
| 7대  | 이동명 | 2010년 2월 11일 ~ 2011년 5월 22일 |
| 8대  | 박홍우 | 2011년 5월 23일 ~ 2012년 9월 6일  |
| 9대  | 곽종훈 | 2012년 9월 7일 ~ 2014년 2월 12일  |
| 10대 | 여상훈 | 2014년 2월 13일 ~ 2015년 2월 11일 |
| 11대 | 조영철 | 2015년 2월 12일 ~ 2017년 2월 8일  |
| 12대 | 정종관 | 2017년 2월 9일 ~ 2019년 2월 13일  |
| 13대 | 장준현 | 2019년 2월 14일 ~ 2021년 2월 21일 |
| 14대 | 김형훈 | 2021년 2월 22일 ~ 2023년 2월 19일 |
| 15대 | 임성철 | 2023년 2월 20일 ~ 2025년 2월 19일 |
| 16대 | 황병헌 | 2025년 2월 20일 ~                 |

## 역대 지원장

### 고양지원장
| 순번 | 이름   | 재임 기간                         |
| ---- | ------ | --------------------------------- |
| 1대  | 이종오 | 2003년 3월 1일 ~ 2005년 11월 20일 |
| 2대  | 강현   | 2006년 2월 20일 ~ 2007년 2월 20일 |
| 3대  | 이석웅 | 2007년 2월 21일 ~ 2008년 2월 20일 |
| 4대  | 강재철 | 2008년 2월 21일 ~ 2011년 2월 27일 |
| 5대  | 배광국 | 2011년 2월 28일 ~ 2012년 2월 15일 |
| 6대  | 조원철 | 2012년 2월 27일 ~ 2015년 2월 12일 |
| 7대  | 고영구 | 2015년 2월 13일 ~ 2018년 2월 25일 |
| 8대  | 김연하 | 2018년 2월 26일 ~ 현재            |

## 같이 보기
- 의정부 법조 비리 사건